# Verticordia brownii
Verticordia brownii là một loài cây có hoa thuộc họ Sim (Myrtaceae) đặc hữu vùng tây nam của Tây Úc. Nó có lá nhỏ, hình trái xoan xếp sít nhau và những bông hoa trắng, đỏ tươi và hồng phớt trên ngọn. Đây là một trong những loài Verticordia đầu tiên được thu thập.

## Mô tả
Verticordia brownii mọc thành bụi đứng hay đám hình cầu và đạt chiều cao đến 20–70 cm (8–30 in), rộng 10–60 cm (4–20 in) với chỉ một thân chính. Thân chính tách ra những nhánh con hướng lên trên. Lá hình trái xoan song có thể hơi thuôn, dài 3–4 mm (0,12–0,16 in). Lá gần bông thì ngắn hơn những lá khác.
Bông thường có mùi và xếp thành cụm hình chùy, mỗi bông nằm trên một đế dài 2–4 mm (0,08–0,2 in). Bông nở từ tháng 12 đến tháng 2.
V. brownii giống Verticordia eriocephala (và đến năm 1991 cả hai được xem là cùng một loài).

## Phân loại và đặt tên
Loài này được thu thập lần đầu vào năm 1802 bởi Robert Brown ở Lucky Bay (nơi ngày nay thuộc vườn quốc gia Cape Le Grand), trong chuyến hải trình quanh vùng biển Úc. Mẫu vật điển hình được mô tả chính thức năm 1819 bởi René Louiche Desfontaines dưới tên Chamelaucium brownii để vinh danh người thu thập.
Năm1828, de Candolle mô tả chi Verticordia và tái định danh cho nó cái tên Verticordia brownii, đưa nó trở thành một trong 100 loài trong chi.
Khi Alex George nhìn nhận lại Verticordia năm 1991, ông đặt V. brownii vào phân chi Verticordia, đoạn Corymbiformis cùng với V. polytricha, V. densiflora, V. eriocephala và V. capillaris.

## Phân bố và môi trường sống
Loài này có mặt ở khu vực nằm giữa Hopetoun và Mount Ragged ở vườn quốc gia Cape Arid, phân bố lan rộng vào trong đất liền đến tận Grass Patch tại vùng địa sinh học đồng bằng Esperance và Mallee. Nó mọc trên đất đỏ và vàng, nhất là trên đụn cát ven biển, vùng sét và cát trên đá granit.

## Bảo tồn
Verticordia brownii là một loài "không bị đe dọa" theo Cục vườn và thiên nhiên hoang dã của chính quyền Tây Úc.